# Sân bay Triều Dương
Sân bay Triều Dương (tiếng Trung: 朝阳机场) (mã IATA: CHG, mã ICAO: ZYCY) là một sân bay phục vụ thành phố Triều Dương, tỉnh Liêu Ninh, Trung Quốc. Được xây dựng vào năm 1933, sân bay này phục vụ các chuyến bay thương mại trong những năm 1960, 1980 và 1990. Việc mở rộng gần đây nhất được hoàn thành vào tháng 10 năm 2007 và các chuyến bay nối lại vào năm 2008. 

## Các hãng hàng không và tuyến bay
| Hãng hàng không        | Các điểm đến                  |
| ---------------------- | ----------------------------- |
| Air China              | Bắc Kinh-Thủ đô               |
| China Eastern Airlines | Dịd Liên, Thượng Hải-Phố Đông |